# Monika Leskovar
Monika Leskovar (Kreutztal, Njemačka, 15. ožujka 1981.) je hrvatska violončelistica. 
Počela je svirati violončelo sa 6 godina na Glazbenome učilištu Elly Bašić u klasi prof. Dobrile Berković-Magdalenić. Završila je poslijediplomski studij kod prof. Davida Geringasa u Berlinu. Pored toga usavršavala se i kod drugih violončelističkih pedagoga kao što su Valter Dešpalj, Mstislav Rostropovič, Eleonore Schoenfeld i dr. Dobitnica je mnogih hrvatskih i međunarodnih nagrada i priznanja. Trenutačno svira na talijanskom violončelu Vincenza Postiglionija iz 1884. koji je dobila na doživotno korištenje od Grada Zagreba i Zagrebačke filharmonije.
Dosada je nastupala s glazbenicima kao što su Giovanni Sollima, Krzysztof Penderecki, Sofija Gubajdulina, Gidon Kremer i Julian Rachlin, Jurij Bašmet i Tabea Zimmermann, Boris Berezovski i Richard Hyung-ki Joe. Često nastupa sa Zagrebačkom filharmonijom.
Na10. jubilarnom Međunarodnom festivalu komorne glazbe u Canberri, Australija svibnja 2004., Monika Leskovar je pod pokroviteljstvom Veleposlanstva RH u Canberri, Ministarstva kulture i Grada Zagreba s izvanrednim uspjehom svirala na četiri koncerta i održala dva majstorska tečaja na Australian National University School of Music (vlp.dr. Mladen Ibler).

## Vanjske poveznice
- Službene stranice  Arhivirana inačica izvorne stranice od 6. studenoga 2011. (Wayback Machine)
- Kritika:Monika Leskovar i Richard Joe
- Kritika:Monika Leskovar i Zagrebačka filharmonija